# Человек в железной маске (фильм, 1977)
«Человек в железной маске» — приключенческий телевизионный фильм, снятый по мотивам романа Александра Дюма (отца) «Виконт де Бражелон» (Железная маска). Съёмки проводились в исторических местах Франции: в замке Фонтенбло, в замке Фуке Во-ле-Виконт (там снималась заключительная сцена бала).
Премьера фильма состоялась 17 января 1977 года в США.

## Сюжет
У короля Людовика XIV есть брат-близнец Филипп, которого королевская семья считает умершим во младенчестве. О том, что он жив, известно лишь Кольберу и Д’Артаньяну. Их люди похищают Филиппа из сельского домика, где он рос и воспитывался и отвозят в Бастилию.
Луиза де Лавальер в сопровождении Дюваля (человека Фуке) тайно навещает в Бастилии своего отца. Камера отца соседствует с камерой Филиппа, и молодые люди знакомятся. Филипп влюбляется с первого взгляда. Луиза отмечает, что молодой человек очень похож на короля. Дюваль также обращает внимание на это сходство и сообщает об этом Фуке. Фуке сообщает королю о том, что его брат жив. Король приказывает запереть Филиппа в замке на острове Сен-Маргарет, заковав его в железную маску, чтобы никто не видел его лица.
Король проводит время в Фонтенбло за своими любимыми занятиями — танцами и играми. Он оказывает знаки внимания Луизе, но она не отвечает ему взаимностью.
Тем временем, Кольбер и Д’Артаньян задумывают поменять Людовика и Филиппа местами. Это событие должно произойти на празднике в честь именин короля, который устраивает Фуке в своем имении Во-ле-Виконт. С этой целью Кольбер подготавливает копию платья короля и заказывает известному художнику портрет короля в этом платье. Но на портрете, в отличие от копии платья, есть одна неточность — лиловая лента. На оригинале же платья — белая.
Д’Артаньян едет в Бастилию за Филиппом, но обнаруживает, что его увезли. От отца Луизы он узнает, куда. Д’Артаньян освобождает Филиппа, однако по дороге их настигает Фуке и его люди. Чтобы спасти Филиппа, Д’Артаньян надевает железную маску и уводит за собой погоню. Между Фуке и мнимым Филиппом (Д’Артаньяном) завязывается драка, и последний прыгает со скалы в море. Фуке убежден, что Филипп погиб.
Д’Артаньян и Филипп приезжают в поместье Кольбера. Туда же с визитом приезжает Фуке с Луизой. Молодые люди снова встречаются и, в первый момент, Луиза принимает Филиппа за короля. Однако, Филипп, в отличие от короля, ей более симпатичен. Филипп узнает, что он брат короля, что по приказу брата он был закован в маску, и принимает предложение Кольбера — он соглашается поменяться местами с Людовиком. Д’Артаньян обучает Филиппа фехтованию, танцам и этикету, Филипп изучает историю своего рода.
Наконец наступает день празднования именин короля. Д’Артаньян привозит Филиппа в замок Во-ле-Виконт. Филипп одет в копию платья короля (с белой лентой). В одной из комнат Луиза одевается к балу. Там же стоит портрет короля. Филипп, проходя по коридору, видит в приоткрытую дверь Луизу со служанкой и решает проверить, достаточно ли он похож на короля. Служанка принимает его за короля и удаляется. Луиза его узнает. Вдруг в комнату входит Людовик (в платье с лиловой лентой). Он узнает брата и поднимает тревогу. В комнату врываются Д’Артаньян и Фуке. Д’Артаньян по очереди наставляет шпагу то на Людовика, то на Филиппа. Людовик кричит, чтобы арестовали самозванца, Филипп вторит ему. Фуке, зная о существующем расхождении между портретом и оригинальным платьем короля, принимает решение, что самозванцем является тот, на ком лиловая лента, и арестовывает Людовика.
Филипп выходит к гостям в обличии короля. Он впервые встречается с королевой-матерью (Анной Австрийской) и женой (Марией Терезией). Начинаются танцы. Мария Терезия в танце сообщает Филиппу, что она знает о подмене, но не заинтересована в возвращении Людовика. Филипп остаётся на троне, а его брат Людовик — в железной маске в замке на острове Сен-Маргарет.

## В ролях
- Ричард Чемберлен — Людовик XIV, Филипп
- Патрик Макгуэн — Фуке
- Луи Журдан — Д’Артаньян
- Дженни Эгаттер — Луиза Де Лавальер
- Иэн Холм — Дюваль
- Ральф Ричардсон — Кольбер
- Вивьен Мерчант — Королева Мария Терезия
- Бренда Брюс — Анна Австрийская
- Денис Лоусон — Клод
- Хью Фрейзер — Монфлери

## Награды
- 1977 — Номинирован на Эмми:
  - за лучшие костюмы (Costume Design) — Olga Lehmann
  - за лучшую адаптацию текста (Writing in a Special Program — Drama or Comedy — Adaptation) — Уильям Баст (William Bast)